# Romualdas Krikščiūnas
Romualdas Krikščiūnas (* 18. Juli 1930 in Kaunas, Litauen; † 2. November 2010) war römisch-katholischer Bischof und Apostolischer Administrator in Panevėžys.

## Leben
Romualdas Krikščiūnas studierte in Zeiten der kommunistischen Herrschaft Theologie und Philosophie am Priesterseminar Kaunas. Er empfing am 12. September 1954 die Priesterweihe. Nach seinem Vikariat in Kaunas absolvierte er an der Lateranuniversität in Rom von 1959 bis 1963 ein Promotionsstudium in kanonischem Recht. Er schrieb die Dissertation auf Latein zum Thema „Apie Lietuvos Didžiosios Kunigaikštystės mišrios sudėties Aukščiausiąjį tribunolą“.
Von 1963 bis 2008 war er als Kanzler in der Diözesankurie des Bistums Vilkaviškis tätig. Ab dem 8. August 1963 lehrte er zwölf Jahre das Kirchenrecht am Priesterseminar Vilkaviškis.  Krikščiūnas vertrat von 1963 bis 1967 die Anliegen Litauens im Zweiten Vatikanischen Konzil sowie später in der römisch-katholischen Kirche in Litauen. Von 1969 bis 2003 war er Generalvikar des Erzbistums Kaunas. Von 1973 bis 2007 war er Professor und Kanzler am dortigen Theologischen Seminar.
Papst Paul VI. ernannte ihn 1969 zum Titularbischof von Amaia und bestellte ihn zum Weihbischof im Erzbistum Kaunas und Unterstützung von Bischof Juozapas Matulaitis-Labukas sowie zum Apostolischen Administrator des Bistums Vilkaviškis. Die Bischofsweihe in der Kathedrale von Kaunas spendete ihm am 21. Dezember 1969 Bischof Juozas Matulaitis-Labukas, Apostolischer Administrator in Kaunas; Mitkonsekratoren waren Bischof Julijans Vaivods, Administrator von Riga, und Bischof Juozapas Pletkus, Prälat von Klaipėda. 1973 erfolgte die Ernennung zum Apostolischen Administrator im Bistum Panevėžys, in einer für die litauische Kirche schwierigen Zeit der sowjetischen Einflussnahme.

### KGB-Tätigkeit
Krikščiūnas war bereits vor dem Beginn seines Studiums vom KGB für nachrichtendienstliche Tätigkeit in den Kreisen des litauischen Exil-Klerus angeworben worden. Als Agent Sonne lieferte er, wie auch sein Mitstudent Viktoras Butkus, während seines Studiums Berichte an die sowjetischen Behörden.
Seinem Rücktrittsgesuch vom Bischofsamt wurde 1983 durch Papst Johannes Paul II. stattgegeben, nachdem seine Untergebenen misstrauisch geworden waren. Offiziell wurden gesundheitliche Gründe und politischer Druck der kommunistischen Regierung angegeben.